# Zoran Đorđić
Zoran Đorđić, né le 15 octobre 1966 à Šabac (Yougoslavie, aujourd'hui Serbie, est un ancien handballeur serbe évoluant au poste de gardien de but. 
Il est le père du handballeur serbe Petar Đorđić.

## Palmarès

### En club
Compétitions internationales
- Finaliste de la Coupe d'Europe des vainqueurs de Coupe en 1994.

Compétitions nationales
- Vainqueur du Championnat de Yougoslavie (2) : 1987, 1988
- Vainqueur du Championnat de France (1) : 1994
  - Vice-champion en 1995
- Vainqueur de la Coupe de France (1) : 1995

### En équipe nationale
Championnats d'Europe
- médaille de bronze au Championnat d'Europe 1996
- 5e place au Championnat d'Europe 1998

Championnats du monde
- 9e place au Championnat du monde 1997
- médaille de bronze au Championnat du monde 1999
- médaille de bronze au Championnat du monde 2001